# 슬링 블레이드
《슬링 블레이드》(Sling Blade)는 미국에서 제작된 빌리 밥 숀튼 감독의 1996년 드라마 영화이다. 아칸소주를 배경으로 하고 있는 이 영화는 지적 장애를 앓는 칼 차일더스(Karl Childers)라는 이름의 남성 이야기를 다루고 있다. 빌리 밥 손튼 등이 주연으로 출연하였고 David L. Bushell 등이 제작에 참여하였다.

## 출연

### 주연
- 빌리 밥 손튼
- 드와이트 요아캄
- J.T. 월쉬
- 존 리터
- 루카스 블랙
- 나탈리 캐너데이
- 제임스 햄톤
- 로버트 듀발

### 조연
- 릭 다이알
- 브렌트 브리스코
- 크리스티 워드
- 짐 자무쉬

## 기타
- 미술: 클락 헌터
- 의상: 더글러스 홀
- 배역: 사라 탁켓